# Arrhopalites clarus
Arrhopalites clarus är en urinsektsart som beskrevs av Christiansen 1966. Arrhopalites clarus ingår i släktet Arrhopalites och familjen Arrhopalitidae. Inga underarter finns listade i Catalogue of Life.